# Mexico op het wereldkampioenschap voetbal 2014
Mexico was een van de deelnemende landen aan het wereldkampioenschap voetbal 2014 in Brazilië. Het land nam voor de vijftiende keer deel.
De kwalificatie verliep niet gemakkelijk; er werd niet genoeg gewonnen om directe kwalificatie af te dwingen en gedurende het kwalificatieproces ontsloeg de voetbalbond tot driemaal toe de bondscoach. De vierde bondscoach, Miguel Herrera, dwong met het elftal op 20 november 2013 kwalificatie af via een intercontinentale play-off tegen Nieuw-Zeeland. Mexico werd op het WK in de tweede ronde uitgeschakeld door Nederland.

## Kwalificatie

### Derde ronde
De kwalificatiereeks van het Mexicaans voetbalelftal begon in de derde ronde van het CONCACAF-toernooi. In deze ronde speelden twaalf landen tegen elkaar, verdeeld over drie groepen: de zes beste landen van het continent en de zes groepswinnaars van de tweede ronde. In groep B had Mexico geen enkel probleem met zijn tegenstanders. In zes duels ondervond het elftal geen puntverlies. Op 9 juni 2012 startte Mexico deze fase tegen Guyana (3–1 winst). In eigen huis maakten de Mexicanen Carlos Salcido en Giovani Dos Santos kort na elkaar een doelpunt. Aan het begin van de tweede helft zorgde de Guyaan Rodrigues met een eigen doelpunt voor de 3–0. Daarna speelde Mexico uit op 13 juni 2012 tegen El Salvador (1–2 winst). Vervolgens werd er een wedstrijd uit op 8 september 2012 tegen Costa Rica gespeeld. In oktober 2012 werd de derde ronde succesvol afgesloten met een 2–0 overwinning op El Salvador.

### Vierde ronde
Mexico bereikte de vierde ronde samen met Costa Rica, Honduras, Jamaica, Panama en buurland de Verenigde Staten. Van de eerste zes duels eindigden vijf in een gelijkspel. Na de nederlaag thuis tegen Honduras begon Mexico weg te zakken in de klassering, waardoor op 7 september 2013 de Mexicaanse voetbalbond zich genoodzaakt voelde toenmalig bondscoach José Manuel de la Torre te ontslaan. De nederlaag was de tweede in 77 duels in het Aztekenstadion voor de Mexicanen en zorgde voor een schijnbaar onmogelijk scenario: met Torres opvolger Luis Fernando Tena zou het elftal ondanks zijn inmiddels flinke achterstand op de koploper in deze ronde alsnog kwalificatie veilig moeten stellen. Tena zorgde echter niet voor die directe verbetering die Mexico nodig had; in het volgende duel, tegen de Verenigde Staten, werd een 2–0 nederlaag geleden. Daarop werd hij direct ontslagen en werd Víctor Manuel Vucetich aangesteld, die kort daarvoor nog CF Monterrey coachte. Daarmee was hij de derde coach in drie dagen tijd. Met Vucetich als nieuwe bondscoach had het Mexicaans elftal nog twee duels te gaan, waaronder het thuisduel tegen Panama en het uitduel tegen het op dat moment reeds gekwalificeerde Costa Rica. Op 11 oktober versloeg Mexico Panama met 2–1; Oribe Peralta schoot vijf minuten voor het einde van de eerste helft raak, waarna in de 58e minuut de Salvadoraanse arbiter Joel Aguilar de bal op de stip legde. Javier Hernández benutte deze strafschop echter niet. De Panamees Luis Tejada zorgde negen minuten voor tijd voor de gelijkmaker – een stand waarbij Panama Mexico op één punt zou hebben genaderd. Raúl Jiménez maakte echter enkele minuten later alsnog een doelpunt voor de Mexicanen, waardoor drie belangrijke punten behaald werden. Het team had nu een voorsprong van drie punten op de Panamezen, maar door een weinig verschillend doelsaldo was de laatste kwalificatiewedstrijd hoe dan ook van groot belang.
Hoewel Costa Rica zich reeds geplaatst had, liet het Mexico niet winnen. Bryan Ruiz opende de score voor "Los Ticos" in de 26e minuut, maar drie minuten later maakte Peralta de 1–1. Ondanks het grote belang van deze wedstrijd konden de Mexicanen de wedstrijd niet positief eindigen; Álvaro Saborío bezorgde Costa Rica een 2–1 overwinning. Door deze uitslag was het Mexicaans elftal afhankelijk van het duel tussen Panama en de Verenigde Staten, dat een uur later begon. Door twee doelpunten in blessuretijd van de Amerikanen werd een 2–1 voorsprong voor de Panamezen omgebogen in een 2–3 nederlaag, waardoor Mexico zich – hetzij ternauwernood – plaatste voor de intercontinentale play-offs. Deze play-offs zouden worden geleid door een andere coach: op 18 oktober, drie dagen na de nederlaag tegen Costa Rica, ontsloeg de Federación Mexicana de Fútbol Vucetich als bondscoach. Miguel Herrera, tot op dat moment trainer bij Club América, werd benoemd tot nieuwe coach. Assistent-trainer Santiago Baños en keeperstrainer José Torruco werden door Herrera meegenomen.
| Nr. | Land             | GW | W | G | V | DV | DT | DS | Ptn |
| --- | ---------------- | -- | - | - | - | -- | -- | -- | --- |
| 1   | Verenigde Staten | 10 | 7 | 1 | 2 | 15 | 8  | +7 | 22  |
| 2   | Costa Rica       | 10 | 5 | 3 | 2 | 13 | 7  | +6 | 18  |
| 3   | Honduras         | 10 | 4 | 3 | 3 | 13 | 12 | +1 | 15  |
| 4   | Mexico           | 10 | 2 | 5 | 3 | 7  | 9  | −2 | 11  |
| 5   | Panama           | 10 | 1 | 5 | 4 | 10 | 14 | −4 | 8   |
| 6   | Jamaica          | 10 | 0 | 5 | 5 | 5  | 13 | −8 | 5   |

|                                               |        |       |         |                                                                                    |
| 6 februari № 796 «onderlinge duels» 20:30 uur | Mexico | 0 – 0 | Jamaica | Aztekenstadion, Mexico-Stad Toeschouwers: 43.002 Scheidsrechter: Mark Geiger (USA) |
| 6 februari № 796 «onderlinge duels» 20:30 uur |        |       |         | Aztekenstadion, Mexico-Stad Toeschouwers: 43.002 Scheidsrechter: Mark Geiger (USA) |

|                                         |                                      |       |                                           | |
| 22 maart № 797 «onderlinge duels» 22:05 | Honduras                             | 2 – 2 | Mexico                                    | Olímpico Metropolitano, San Pedro Sula Toeschouwers: 37.325 Scheidsrechter: Courtney Campbell (JAM) |
| 22 maart № 797 «onderlinge duels» 22:05 | Carlo Costley 77' Jerry Bengtson 80' |       | 28' Javier Hernández 54' Javier Hernández | Olímpico Metropolitano, San Pedro Sula Toeschouwers: 37.325 Scheidsrechter: Courtney Campbell (JAM) |

|                                   |        |       |                  |                                                                                      |
| 26 maart № 798 «onderlinge duels» | Mexico | 0 – 0 | Verenigde Staten | Aztekenstadion, Mexico-Stad Toeschouwers: 105.000 Scheidsrechter: Walter López (GUA) |
| 26 maart № 798 «onderlinge duels» |        |       |                  | Aztekenstadion, Mexico-Stad Toeschouwers: 105.000 Scheidsrechter: Walter López (GUA) |

|                                                      |         |                    |        |                                                                                     |
| 4 juni Kwalificatie WK 2014 № 801 «onderlinge duels» | Jamaica | 0 – 1              | Mexico | Independence Park, Kingston Toeschouwers: 16.483 Scheidsrechter: Joel Aguilar (SLV) |
| 4 juni Kwalificatie WK 2014 № 801 «onderlinge duels» |         | 48' Aldo de Nigris |        | Independence Park, Kingston Toeschouwers: 16.483 Scheidsrechter: Joel Aguilar (SLV) |

|                                           |        |       |        |                                                                                                 |
| 7 juni № 802 «onderlinge duels» 20:00 uur | Panama | 0 – 0 | Mexico | Estadio Rommel Fernández, Panama-Stad Toeschouwers: 27.100 Scheidsrechter: Walter Quesada (CRC) |
| 7 juni № 802 «onderlinge duels» 20:00 uur |        |       |        | Estadio Rommel Fernández, Panama-Stad Toeschouwers: 27.100 Scheidsrechter: Walter Quesada (CRC) |

|                                  |        |       |            |                                                                                    |
| 11 juni № 803 «onderlinge duels» | Mexico | 0 – 0 | Costa Rica | Aztekenstadion, Mexico-Stad Toeschouwers: 65.753 Scheidsrechter: Mark Geiger (USA) |
| 11 juni № 803 «onderlinge duels» |        |       |            | Aztekenstadion, Mexico-Stad Toeschouwers: 65.753 Scheidsrechter: Mark Geiger (USA) |

|                                                |                  |       |                                      |                                                                                       |
| 6 september № 813 «onderlinge duels» 20:30 uur | Mexico           | 1 – 2 | Honduras                             | Aztekenstadion, Mexico-Stad Toeschouwers: 73.981 Scheidsrechter: Roberto Moreno (PAN) |
| 6 september № 813 «onderlinge duels» 20:30 uur | Oribe Peralta 6' |       | 64' Jerry Bengtson 66' Carlos Costly | Aztekenstadion, Mexico-Stad Toeschouwers: 73.981 Scheidsrechter: Roberto Moreno (PAN) |

|                                                 |                                      |       |        |                                                                                     |
| 10 september № 814 «onderlinge duels» 21:00 uur | Verenigde Staten                     | 2 – 0 | Mexico | Crew Stadium, Columbus Toeschouwers: 24.584 Scheidsrechter: Courtney Campbell (JAM) |
| 10 september № 814 «onderlinge duels» 21:00 uur | Eddie Johnson 49' Landon Donovan 78' |       |        | Crew Stadium, Columbus Toeschouwers: 24.584 Scheidsrechter: Courtney Campbell (JAM) |

|                                               |                                    |       |                 |                                                                                     |
| 11 oktober № 815 «onderlinge duels» 21:00 uur | Mexico                             | 2 – 1 | Panama          | Aztekenstadion, Mexico-Stad Toeschouwers: 90.758 Scheidsrechter: Joel Aguilar (SLV) |
| 11 oktober № 815 «onderlinge duels» 21:00 uur | Oribe Peralta 40' Raúl Jiménez 85' |       | 81' Luis Tejada | Aztekenstadion, Mexico-Stad Toeschouwers: 90.758 Scheidsrechter: Joel Aguilar (SLV) |

|                                               |                                   |       |                   |                                                                                                  |
| 15 oktober № 816 «onderlinge duels» 20:30 uur | Costa Rica                        | 2 – 1 | Mexico            | Estadio Nacional de Costa Rica, San José Toeschouwers: 35.000 Scheidsrechter: Walter López (GUA) |
| 15 oktober № 816 «onderlinge duels» 20:30 uur | Bryan Ruiz 26' Álvaro Saborio 64' |       | 29' Oribe Peralta | Estadio Nacional de Costa Rica, San José Toeschouwers: 35.000 Scheidsrechter: Walter López (GUA) |

### Play-off
Met Herrera als nieuwe bondscoach, de vierde in anderhalve maand tijd, begon Mexico op 13 november in eigen land aan de eerste wedstrijd in de intercontinentale play-off, met als inzet deelname aan het eindtoernooi. Tegenstander was de winnaar van het Oceanisch kwalificatietoernooi, Nieuw-Zeeland. De Nieuw-Zeelanders hadden in hun toernooi weinig last van de concurrentie: ze verloren geen wedstrijd en kregen slechts twee doelpunten tegen, tegenover zeventien treffers aan eigen zijde. Nieuw-Caledonië kwam niet verder dan twaalf punten, een achterstand van zes op Nieuw-Zeeland.
Hoewel de play-off een tweeluik is en derhalve beslist wordt over twee wedstrijden, was de confrontatie al zo goed als beslist na het eerste duel. Paul Aguilar opende in de 32e minuut de score met een schot met het rechterbeen, waarna ook Raúl Jiménez, Oribe Peralta (tweemaal) en Rafael Márquez trefzeker waren. De wedstrijd eindigde in een 5–1 overwinning en zorgde voor een lovende persconferentie van bondscoach Herrera. Ook in Wellington, bij de return, werd zesmaal gescoord. Na 33 minuten was de stand 0–3 en was Mexico praktisch zeker van kwalificatie voor het eindtoernooi. Een door de arbiter Felix Brych toegekende strafschop in de 80e minuut en een treffer in de 84e minuut brachten Nieuw-Zeeland dichter bij een gelijkspel of overwinning, maar enkele minuten later zorgde Carlos Peña voor de definitieve 2–4 overwinning. Over twee wedstrijden kwalificeerde Mexico zich met een score van 9–3.
Na de uitschakeling stapte de bondscoach van de Nieuw-Zeelanders, Ricki Herbert op. Hij gaf aan dat het Nieuw-Zeelands elftal meer uitdaging nodig had als het zich in de toekomst alsnog een keer zou willen kwalificeren; Nieuw-Zeeland zou hetzelfde traject moeten bewandelen als Australië, dat met een overgang naar de Asian Football Confederation betere opponenten trof in de kwalificatietoernooien en daardoor zichzelf kon verbeteren. Na de succesvolle kwalificatie verlengde Herrera zijn contract als coach met twee jaar, waardoor hij de coach voor de Mexicanen op het wereldkampioenschap werd.
|                                               |                                                                                          |       |                 |                                                                                      |
| 13 november Play-off № 817 «onderlinge duels» | Mexico                                                                                   | 5 – 1 | Nieuw-Zeeland   | Aztekenstadion, Mexico-Stad Toeschouwers: 99.832 Scheidsrechter: Viktor Kassai (HUN) |
| 13 november Play-off № 817 «onderlinge duels» | Paul Aguilar 32' Raúl Jiménez 40' Oribe Peralta 48' Oribe Peralta 80' Rafael Márquez 84' |       | 85' Chris James | Aztekenstadion, Mexico-Stad Toeschouwers: 99.832 Scheidsrechter: Viktor Kassai (HUN) |

|                                               |                                        |       |                                                                       |                                                                                    |
| 20 november Play-off № 818 «onderlinge duels» | Nieuw-Zeeland                          | 2 – 4 | Mexico                                                                | Westpac Stadium, Wellington Toeschouwers: 35.206 Scheidsrechter: Felix Brych (GER) |
| 20 november Play-off № 818 «onderlinge duels» | Chris James 80' (pen.) Rory Fallon 84' |       | 14' Oribe Peralta 29' Oribe Peralta 33' Oribe Peralta 87' Carlos Peña | Westpac Stadium, Wellington Toeschouwers: 35.206 Scheidsrechter: Felix Brych (GER) |

## Vriendschappelijke interlands 2014
Mexico speelde zeven vriendschappelijke wedstrijden in voorbereiding op het toernooi in 2014. Het eerste duel vond plaats op 29 januari en eindigde in een 4–0 overwinning op Zuid-Korea. Op 4 februari maakte Carlos Vela, speler van Real Sociedad die tot op dat moment vijfendertig interlands speelde waarin hij negenmaal scoorde, bekend niet te zullen deelnemen aan het wereldkampioenschap. In 2011, na de CONCACAF Gold Cup van dat seizoen, beëindigde hij zijn interlandloopbaan na een conflict met toenmalig bondscoach De la Torre. Drie jaar later liet hij opnieuw weten niet geïnteresseerd te zijn in deelname aan een interlandtoernooi met het Mexicaans voetbalelftal. Herrera vond Vela in zeer goede vorm en een fantastische speler, maar zei hem niet te zullen missen in zijn selectie – sterker nog, het team zou alleen sterker worden zonder Vela, omdat iedereen die er wel bij was, uiterst gemotiveerd zou zijn. Als speler kon Herrera net niet deelnemen aan het wereldkampioenschap voetbal 1994, waardoor hij ook moeilijker begrip kan opbrengen voor Vela. De bondscoach sprak van aanwezige kansen op succes voor Mexico en vindt Brazilië een zeer geschikte locatie voor het toernooi. Hij refereerde aan het wereldkampioenschap voetbal 1970, dat plaatsvond in Mexico – Brazilië versloeg toen Italië:

Why not choose Brazil as the place to make history, like Brazil once chose Mexico?
— Miguel Herrera

In de eerste vijf oefeninterlands werd niet verloren; de laatste twee duels wist Mexico niet te winnen. Aanvoerder Rafael Márquez, verdediger Francisco Javier Rodríguez en aanvaller Oribe Peralta stonden in vijf van de zeven duels in de basis. Zeven andere spelers begonnen viermaal een wedstrijd.
| |                                                                     |               |                  | |
| 29 januari 2014, 20:00 uur | Mexico                                                              | 4 – 0 (2 – 0) | Zuid-Korea       | : Rafael Márquez |
| Alamodome, San Antonio 54.313 toeschouwers Scheidsrechter: Héctor Rodríguez (HON) Lijnrechters: Christian Ramírez Oscar Velásquez Vierde official: Armando Castro (HON) | Oribe Peralta 37' Alan Pulido 45+1' Alan Pulido 86' Alan Pulido 89' |               | 57' Lee Seung-ki | Basisopstelling Mexico: A. Talavera; D. Reyes, M. Ponce, F. Rodríguez, R. Márquez; I. Brizuela; J. Vázquez, C. Peña, R. Pizarro; A. Pulido, O. Peralta Reservebank Mexico: J. Valenzuela, J. Torres Nilo, E. Pérez, L. Montes, J. Zavala, A. de Nigris, J. Corona, P. Aguilar, J. Medina, M. Layún Toegepaste wissels Mexico: '46 R. Márquez J. Valenzuela '46 Miguel Ponce J. Nilo '46 C. Peña L. Montes '55 F. Rodríguez E. Pérez '55 J. Vázquez J. Zavala '55 O. Peralta A. de Nigris |

| |        |               |                                                            | |
| 5 maart 2014, 20:30 uur | Mexico | 0 – 0 (0 – 0) | Nigeria                                                    | : Rafael Márquez |
| Georgia Dome, Atlanta 68.212 toeschouwers Scheidsrechter: Walter Quesada (CRC) Lijnrechters: Peter Manikowski Adam Garner Vierde official: Jeffrey Solis (CRC) |        |               | 69' Kenneth Omeruo 76' John Obi Mikel 80' Emmanuel Emenike | Basisopstelling Mexico: G. Ochoa; A. Guardado, H. Moreno, Diego Reyes, R. Márquez, P. Aguilar; L. Montes, J. Medina, H. Herrera; O. Peralta, J. Hernández Reservebank Mexico: F. Rodríguez, J. Vázquez, C. Peña, J. Aquino, A. Pulido, Raúl Jiménez, M. Muñoz, J. de Jesús Corona, J. Valenzuela, M. Ponce, E. Pérez; I. Brizuela Toegepaste wissels Mexico: '46 J. Hernández A. Pulido '46 L. Montes J. Aquino '64 J. Medina C. Peña '64 D. Reyes F. Rodríguez '70 O. Peralta R. Jiménez '83 H. Herrera José Juan Vázquez |

| |                                                              |               |                                                           | |
| 2 april 2014, 19:00 uur | Verenigde Staten                                             | 2 – 2 (2 – 0) | Mexico                                                    | : Rafael Márquez |
| University of Phoenix Stadium, Glendale 59.066 toeschouwers Scheidsrechter: Roberto Moreno (PAN) Lijnrechters: Daniel Williamson Ricardo Morgan Vierde official: Jafeth Perea (PAN) | Michael Bradley 15' Chris Wondolowski 28' DeAndre Yedlin 84' |               | 49' Rafael Márquez 67' Alan Pulido 72' Miguel Ángel Ponce | Basisopstelling Mexico: M. Muñóz; R. Chávez, M. Layún, R. Márquez, F. Rodríguez, J. Valenzuela; M. Fabián, C. Peña, J. Zavala; I. Brizuela, A. Pulido Reservebank Mexico: A. Talavera, M. Ponce, P. Aguilar, L. Montes, J. Medina, R. Jiménez, Enrique Pérez Toegepaste wissels Mexico: '46 M. Muñóz A. Talavera '46 J. Zavala J. Medina '46 C. Peña R. Jiménez '57 I. Brizuela L. Montes '63 R. Chávez P. Aguilar '68 M. Layún M. Ponce |

| |                                                    |               |                   | |
| 28 mei 2014, 19:30 uur | Mexico                                             | 3 – 0 (1 – 0) | Israël            | : Cuauhtémoc Blanco; José de Jesús Corona |
| Aztekenstadion, Mexico-Stad 105.000 toeschouwers Scheidsrechter: Elmer Bonilla (ESA) Lijnrechters: Geovany García Douglas Bermúdez Vierde official: Fernando Guerrero Ramírez (MEX) | Miguel Layún 43' Miguel Layún 62' Marco Fabián 85' |               | 45' Yuval Spungin | Basisopstelling Mexico: J. Corona; M. Layún, D. Reyes, F. Rodríguez, P. Aguilar; A. Guardado, C. Salcido; C. Blanco, M. Fabián; I. Brizuela, O. Peralta Reservebank Mexico: G. Ochoa, M. Ponce, A. Pulido, J. Hernández, R. Jiménez, A. Talavera, H. Moreno, R. Márquez, J. Vázquez, L. Montes, C. Peña, H. Moreno, G. Dos Santos Toegepaste wissels Mexico: '38 C. Blanco R. Jiménez '49 O. Peralta J. Hernández '58 I. Brizuela M. Ponce '70 J. Corona G. Ochoa '71 M. Layún A. Pulido |
| Bijzonderheden: - Doelman José de Jesús Corona verliet in de tweede helft het veld na een botsing met medespeler Rodríguez, waarbij hij een blessure aan zijn hoofd opliep. Bondscoach Herrera maakte zijn zorgen na afloop duidelijk, maar meldde ook dat Corona zelf had aangegeven dat het goed met hem ging. - 120-voudig international Cuauhtémoc Blanco, die niet werd opgenomen in de WK-selectie, kreeg een staande ovatie van het publiek bij een speciaal georganiseerd afscheid. In zijn laatste interland kreeg hij 38 speelminuten, waarna hij definitief afzwaaide bij het nationaal elftal. Waar de bondscoach gepland had Blanco twintig minuten speeltijd te geven, waren de supporters bij elk balcontact van hem zo enthousiast dat hij de wissel nog enige tijd uitstelde. - Het duel tegen Israël was de laatste thuisoefeninterland voor de Mexicanen, die hun voorbereiding op het toernooi vervolgden in de Verenigde Staten. |                                                    |               |                   | |

| | |               |                                      | |
| 31 mei 2014, 21:00 uur | Mexico | 3 – 1 (1 – 0) | Ecuador                              | : Héctor Moreno |
| AT&T Stadium, Dallas 84.876 toeschouwers Scheidsrechter: John Pitti (PAN) Lijnrechters: Gabriel Victoria Daniel Williamson Vierde official: | Francisco Javier Rodríguez 25' Luis Montes 33' Luis Montes 36' Marco Fabián 69' Héctor Herrera 72' Máximo Banguera 76' (e.d.) |               | 72' Édison Méndez 80' Enner Valencia | Basisopstelling Mexico: G. Ochoa; A. Guardado, R. Márquez, H. Moreno, F. Rodríguez, P. Aguilar; C. Peña, H. Herrera; L. Montes; O. Peralta, G. dos Santos Reservebank Mexico: I. Brizuela, A. Pulido, R. Jiménez, J. Hernández, J. Vázquez, C. Salcido, M. Fabián, M. Ponce, M. Layún, D. Reyes, A. Talavera, J. Corona Toegepaste wissels Mexico: '41 L. Montes M. Fabián '46 C. Peña J. Vázquez '46 R. Márquez C. Salcido '50 A. Guardado M. Layún '67 O. Peralta J. Hernández '80 G. dos Santos R. Jiménez |
| Bijzonderheden: - In de 31e minuut verliet Luis Montes zwaar geblesseerd het veld. Door de blessure moest hij afzeggen voor het toernooi. Aanvaller Rafael Márquez moest ook na een blessure gewisseld worden, maar voor hem kwam deelname aan het wereldkampioenschap niet in gevaar. | |               |                                      | |

| |                  |               |                                                                          | |
| 3 juni 2014, 20:30 uur | Mexico           | 0 – 1 (0 – 1) | Bosnië en Herzegovina                                                    | : Héctor Moreno |
| Soldier Field, Chicago 51.240/60.707 toeschouwers Scheidsrechter: Oscar Reyna (GUA) Lijnrechters: Gerson Lopez Marco Diaz Vierde official: Sandy Vazquez (DOM)   | Miguel Layún 20' |               | 20' Muhamed Bešić 41' Izet Hajrović 72' Asmir Begović 85' Sead Kolašinac | Basisopstelling Mexico: A. Talavera; M. Ponce, D. Reyes, C. Salcido, H. Moreno, M. Layún; J. Vázquez, C. Peña; H. Herrera; J. Hernández, R. Jiménez Reservebank Mexico: I. Brizuela, A. Pulido, F. Rodríguez, A. Guardado, G. dos Santos, M. Fabián, P. Aguilar, G. Ochoa, J. Aquino, O. Peralta, R. Márquez, J. Corona Toegepaste wissels Mexico: '46 H. Moreno I. Brizuela '58 R. Jiménez A. Pulido '58 C. Salcido F. Rodríguez '63 C. Peña A. Guardado '71 H. Herrera G. dos Santos '81 J. Hernández M. Fabián |
| Bijzonderheden: - Door de nederlaag tegen Bosnië en Herzegovina kwam een einde aan de Mexicaanse overwinningreeks: acht wedstrijden bleef het elftal ongeslagen. |                  |               |                                                                          | |

| |                                     |               |                                                                  | |
| 6 juni 2014, 20:30 uur | Mexico                              | 0 – 1 (0 – 0) | Portugal                                                         | : Rafael Márquez |
| Gillette Stadium, Foxborough 56.292 toeschouwers Scheidsrechter: Jeffrey Solis (CRC) Lijnrechters: Osvaldo Luna Javier Rojas Vierde official: Ricardo Montero (CRC) | Paul Aguilar 45' Héctor Herrera 83' |               | 53' Bruno Alves 74' João Pereira 79' Luís Neto 90+3' Bruno Alves | Basisopstelling Mexico: J. Corona; M. Layún, H. Moreno, F. Rodríguez, R. Márquez, P. Aguilar; A. Guardado, J. Vázquez, H. Herrera; G. dos Santos, O. Peralta Reservebank Mexico: G. Ochoa, J. Hernández, M. Fabián, A. Pulido, J. Aquino, A. Talavera, M. Ponce, I. Brizuela, R. Jiménez, C. Peña, C. Salcido, D. Reyes Toegepaste wissels Mexico: '46 J. Corona G. Ochoa '58 G. dos Santos J. Hernández '78 A. Guardado M. Fabián '78 O. Peralta A. Pulido '85 H. Herrera J. Aquino |
| Bijzonderheden: - Het systeem dat bondscoach Herrera gebruikte bij het Mexicaanse team (1–5–3–2) werd opnieuw toegepast in de wedstrijd tegen Portugal, maar verschilde ten opzichte van het duel tegen Bosnië en Herzegovina op zeven posities van speler. Layún wisselde van kant; daar waar hij tegen Bosnië als vleugelspeler op de rechterflank werd geposteerd, werd hij tegen de Portugezen als linksachter opgesteld. De rechterflank is echter zijn gebruikelijke speelgebied. Opnieuw werd een andere doelman opgesteld: Corona, die door Ochoa vervangen werd in de tweede helft. Laatstgenoemde maakte echter weinig kans op speelminuten op het WK, terwijl Corona eerste doelman scheen te worden. |                                     |               |                                                                  | |

## Het wereldkampioenschap
Op 9 mei 2014 maakte bondscoach Herrera zijn selectie voor het eindtoernooi bekend, een maand voor de deadline, nadat Honduras, Brazilië en Zuid-Korea hun spelers ook reeds spelers bekendgemaakt hadden. Een verrassing was Carlos Salcido (Club Tigres), die nog niet eerder onder Herrera (sinds oktober bondscoach) werd opgeroepen voor het Mexicaans elftal en derhalve in 2014 nog geen interlands speelde. Het is zijn derde wereldkampioenschap. Opvallend was ook de ervaren defensie: Rafael Márquez (35), Salcido (34) en Francisco Javier Rodríguez (32), alle drie potentiële basisspelers in de verdediging, zijn alle drie ouder dan dertig jaar. Rodríguez, Salcido en Héctor Moreno zijn de enige spelers met een verleden bij een club uit de Eredivisie: de eerste twee speelden drie respectievelijk vier seizoenen voor PSV, Moreno speelde vier seizoenen voor AZ. Herrera liet twee vaste krachten van het Mexicaans elftal thuis: Moisés Muñoz, die bij Club América nog onder de hoede van de coach was, en Javier Aquino, die met Villareal CF uitkomt in de Spaanse competitie.
De FIFA maakte op 13 mei bekend dat de slogan van het Mexicaans elftal, zichtbaar op de spelersbus, "Siempre unidos... ¡Siempre Aztecas!" is, dat "altijd verenigd... altijd Azteken!" betekent. De slogan werd door supporters gekozen.
Door een blessure aan zijn enkel moest Juan Carlos Medina op 21 mei 2014 zijn voorbereidingen op het wereldkampioenschap staken. Miguel Ángel Ponce, die in 2013 met Mexico actief was in de strijd om de CONCACAF Gold Cup, werd als vervanger van Medina opgeroepen. Op dezelfde dag liet bondscoach Herrera weten dat rundvlees niet gegeten mag worden door voetballers in de Mexicaanse selectie, met als doel positieve dopingcontroles te vermijden. Clenbuterol zou door het eten van rundvlees aangetroffen kunnen worden bij het onderzoek, doordat het op illegale wijze gebruikt wordt om runderen sneller te laten groeien. In 2011, voorafgaand aan de CONCACAF Gold Cup, werden twee spelers door dit clenbuterol positief getest die in Brazilië ook actief zullen zijn: Rodríguez en Ochoa. Twee weken voor het toernooi, in de oefeninterland tegen Ecuador op 31 mei, brak Luis Montes zijn been na een botsing met de Ecuadoraan Segundo Castillo. Hierdoor moest hij noodgedwongen afzeggen voor de verdere voorbereidingen en deelname aan het WK laten schieten.

### Selectie en statistieken
| Nr. | Naam                | Geboortedatum | GW |   |   |   |   |   |   | Club              | Positie(s) |
| --- | ------------------- | ------------- | -- | - | - | - | - | - | - | ----------------- | ---------- |
| 1   | Jesús Corona        | 26-01-1981    | 0  | 0 | 0 | 0 | 0 | 0 | 0 | Cruz Azul         | GK         |
| 2   | Francisco Rodríguez | 20-10-1981    | 4  | 0 | 1 | 0 | 0 | 0 | 0 | América           | CB         |
| 3   | Carlos Salcido      | 02-04-1980    | 2  | 0 | 0 | 0 | 0 | 1 | 0 | Tigres            | CM, CB, LB |
| 4   | Rafael Márquez      | 13-02-1979    | 3  | 1 | 1 | 0 | 0 | 0 | 0 | León              | CB, DM     |
| 5   | Diego Reyes         | 19-09-1992    | 1  | 0 | 0 | 0 | 0 | 1 | 0 | FC Porto          | LW, CB, CM |
| 6   | Héctor Herrera      | 19-04-1990    | 4  | 0 | 0 | 0 | 0 | 0 | 2 | FC Porto          | CM, DM, AM |
| 7   | Miguel Layún        | 25-06-1988    | 4  | 0 | 0 | 0 | 0 | 0 | 0 | América           | LB, RB     |
| 8   | Marco Fabián        | 21-07-1989    | 3  | 0 | 0 | 0 | 0 | 3 | 0 | Cruz Azul         | AM, RM, LM |
| 9   | Raúl Jiménez        | 05-05-1991    | 1  | 0 | 0 | 0 | 0 | 1 | 0 | América           | CF, LW     |
| 10  | Giovani dos Santos  | 11-05-1989    | 4  | 1 | 0 | 0 | 0 | 0 | 3 | Villarreal        | AM, LW, RW |
| 11  | Alan Pulido         | 08-03-1991    | 0  | 0 | 0 | 0 | 0 | 0 | 0 | Tigres            | CF, RW     |
| 12  | Alfredo Talavera    | 18-09-1982    | 0  | 0 | 0 | 0 | 0 | 0 | 0 | Deportivo Toluca  | GK         |
| 13  | Guillermo Ochoa     | 13-07-1985    | 4  | 0 | 0 | 0 | 0 | 0 | 0 | Ajaccio           | GK         |
| 14  | Javier Hernández    | 01-06-1988    | 4  | 1 | 0 | 0 | 0 | 4 | 0 | Manchester United | CF         |
| 15  | Héctor Moreno       | 17-01-1988    | 4  | 0 | 1 | 0 | 0 | 0 | 1 | Espanyol          | CB         |
| 16  | Miguel Ángel Ponce  | 12-04-1989    | 0  | 0 | 0 | 0 | 0 | 0 | 0 | Toluca FC         | LB, LM     |
| 17  | Isaác Brizuela      | 28-08-1990    | 0  | 0 | 0 | 0 | 0 | 0 | 0 | Deportivo Toluca  | RM, AM     |
| 18  | Andrés Guardado     | 28-09-1986    | 4  | 1 | 1 | 0 | 0 | 0 | 2 | Bayer Leverkusen  | LB, LM     |
| 19  | Oribe Peralta       | 12-01-1984    | 4  | 1 | 0 | 0 | 0 | 0 | 4 | Santos Laguna     | CF         |
| 20  | Javier Aquino       | 11-02-1990    | 1  | 0 | 0 | 0 | 0 | 1 | 0 | Villarreal        | RM, RW     |
| 21  | Carlos Peña         | 29-03-1990    | 1  | 0 | 0 | 0 | 0 | 1 | 0 | León              | CM, RM     |
| 22  | Paul Aguilar        | 06-03-1986    | 4  | 0 | 2 | 0 | 0 | 0 | 0 | América           | RB         |
| 23  | José Juan Vázquez   | 14-03-1988    | 3  | 0 | 2 | 0 | 0 | 0 | 0 | León              | DM, CM     |

### Technische staf
| Naam                     | Functie             |
| ------------------------ | ------------------- |
| Technische staf          |                     |
| Miguel Herrera           | Bondscoach          |
| Santiago Baños           | Assistent           |
| José Torruco             | Keeperstrainer      |
| Héctor Gonzalez Iñarritu | Technisch directeur |
| Ricardo Peláez           | Sportief directeur  |
| José Rangel              | Fitnessbegeleider   |
| Medische staf            |                     |
| Alfonso Díaz             | Hoofd medische staf |

### Wedstrijden

#### Mexico versus Kameroen
Mexico begon zijn toernooi op vrijdag 13 juni in Natal, in het noordoosten van Brazilië. Het trof Kameroen, een land waartegen het eenmaal eerder speelde (1993, 1–0 winst). Kameroen nam ook deel aan het wereldkampioenschap voetbal 2010, waar het door onder meer de latere finalist Nederland uitgeschakeld werd in de groepsfase. Bondscoach Herrera liet ondanks diens geringe speeltijd in de oefeninterlands ter voorbereiding op het toernooi toch doelman Guillermo Ochoa beginnen aan het duel; ook nam hij in zijn basisopstelling Manchester United-speler Javier Hernández niet op, maar koos hij voor oudgediende Oribe Peralta in de aanval. Deze Peralta was na ruim een uur op aangeven van Giovani dos Santos trefzeker (1–0), nadat de Colombiaanse scheidsrechter Wilmar Roldán eerder tweemaal een Mexicaans doelpunt ten onrechte afkeurde. Hernández verving de doelpuntmaker in de 74ste minuut, maar wist niet te scoren. Kameroen, onder leiding van aanvoerder Samuel Eto'o, was ook niet trefzeker, ondanks vier schoten op doel. Zodoende leverde het eerste groepsduel drie punten op voor de Mexicanen. Herrera was tevreden over het spel van zijn elftal, dat ondanks twee afgekeurde doelpunten in zijn spel bleef.
|                                          |             |         |          |                                                                                      |
| 13 juni 2014 13:00 (UTC−3) 18:00 (UTC+2) | Mexico      | 1 – 0   | Kameroen | Arena das Dunas, Natal Toeschouwers: 39.216 Scheidsrechter: Wilmar Roldán (Colombia) |
| 13 juni 2014 13:00 (UTC−3) 18:00 (UTC+2) | Peralta 61' | Verslag |          | Arena das Dunas, Natal Toeschouwers: 39.216 Scheidsrechter: Wilmar Roldán (Colombia) |

| Mexico | Kameroen |

| Mexico:        |    |                     |       |
|                |    |                     |       |
| GK             | 13 | Guillermo Ochoa     |       |
| RWB            | 22 | Paul Aguilar        |       |
| CB             | 2  | Francisco Rodríguez |       |
| CB             | 4  | Rafael Márquez      |       |
| CB             | 15 | Héctor Moreno       | 57'   |
| LWB            | 7  | Miguel Layún        |       |
| DM             | 23 | José Juan Vázquez   |       |
| CM             | 6  | Héctor Herrera      | 90+2' |
| CM             | 18 | Andrés Guardado     | 69'   |
| AM             | 10 | Giovani dos Santos  |       |
| CF             | 19 | Oribe Peralta       | 74'   |
| Wisselspelers: |    |                     |       |
| MF             | 8  | Marco Fabián        | 69'   |
| FW             | 14 | Javier Hernández    | 74'   |
| DF             | 3  | Carlos Salcido      | 90+2' |
| Coach:         |    |                     |       |
| Miguel Herrera |    |                     |       |

| Kameroen:      |    |                     |         |
|                |    |                     |         |
| GK             | 16 | Charles Itandje     |         |
| RB             | 4  | Cédric Djeugoué     | 46'     |
| CB             | 3  | Nicolas N'Koulou    |         |
| CB             | 14 | Aurelien Chedjou    |         |
| LB             | 2  | Benoît Assou-Ekotto |         |
| DM             | 6  | Alex Song           | 79'     |
| CM             | 17 | Stephane Mbia       |         |
| CM             | 18 | Eyong Enoh          |         |
| RW             | 8  | Benjamin Moukandjo  |         |
| CF             | 9  | Samuel Eto'o        |         |
| LW             | 13 | Eric Choupo-Moting  |         |
| Wisselspelers: |    |                     |         |
| DF             | 5  | Dany Nounkeu        | 46' 77' |
| FW             | 15 | Pierre Webó         | 79'     |
| Coach:         |    |                     |         |
| Volker Finke   |    |                     |         |

#### Brazilië versus Mexico
Mexico nam op maandag 23 juni het op tegen gastland en titelfavoriet Brazilië, dat net als Mexico zijn eerste groepswedstrijd gewonnen had (3–1), hetzij niet zonder moeite. De Brazilianen werden in de beginfase van het duel tegen Kroatië verrast in de beginfase (eigen doelpunt Marcelo, elfde minuut). Thiago Silva, Oscar, Neymar en Marcelo speelden in de finale van het olympisch voetbaltoernooi van 2012 tegen Mexico (1–2 verlies), hetgeen zorgde voor revanchegevoelens bij onder meer Oscar in aanloop naar dit WK-duel. De inzet voor beide landen bij deze wedstrijd was het veiligstellen van een plaats in de volgende ronde; beide landen hadden drie punten en zouden bij winst zeker zijn van deelname aan de achtste finales.
Het duel verliep evenwichtig, met kansen aan beide kanten; de Mexicanen probeerden voornamelijk met schoten van afstand te scoren, terwijl de Brazilianen meer de combinatie zochten en kansen creëerden door vrije trappen en hoekschoppen. Héctor Herrera was aan de kant van Mexico het meest dicht bij een doelpunt (langeafstandschot op het doel van Julio César) en Thiago Silva bezorgde Brazilië bijna een doelpunt door uit een hoekschop de bal richting doel te koppen. De Mexicaanse doelman Guillermo Ochoa, na afloop van het duel uitgeroepen tot man van de wedstrijd, bleek niet te passeren en verrichtte enkele moeilijke reddingen, onder meer ook op een schot in de hoek van Neymar. Ochoa sprak over het duel als de "wedstrijd van zijn leven". Zo eindigde de tweede wedstrijd van Mexico in een 0–0 gelijkspel, waardoor het op een totaal van vier punten kwam. De Braziliaanse bondscoach Luiz Felipe Scolari reageerde enigszins teleurgesteld – "0–0 is nooit een goede uitslag" – maar stelde wel vast dat het Mexicaans elftal "in topvorm is en beschikt over een goede baltechniek".
|                                          |          |       |        |                                                                                 |
| 17 juni 2014 16:00 (UTC−3) 21:00 (UTC+2) | Brazilië | 0 – 0 | Mexico | Castelão, Fortaleza Toeschouwers: 60.342 Scheidsrechter: Cüneyt Çakır (Turkije) |
| 17 juni 2014 16:00 (UTC−3) 21:00 (UTC+2) | Verslag  |       |        | Castelão, Fortaleza Toeschouwers: 60.342 Scheidsrechter: Cüneyt Çakır (Turkije) |

| Brazilië | Mexico |

| Brazilië:           |    |              |         |
|                     |    |              |         |
| GK                  | 12 | Julio César  |         |
| RB                  | 2  | Daniel Alves |         |
| CB                  | 3  | Thiago Silva | 79'     |
| CB                  | 4  | David Luiz   |         |
| LB                  | 6  | Marcelo      |         |
| CM                  | 8  | Paulinho     |         |
| CM                  | 17 | Luiz Gustavo |         |
| AM                  | 11 | Oscar        | 84'     |
| RW                  | 16 | Ramires      | 45' 46' |
| CF                  | 9  | Fred         | 68'     |
| LW                  | 10 | Neymar       |         |
| Wisselspelers:      |    |              |         |
| MF                  | 20 | Bernard      | 46'     |
| FW                  | 21 | Jô           | 68'     |
| MF                  | 19 | Willian      | 84'     |
| Coach:              |    |              |         |
| Luiz Felipe Scolari |    |              |         |

| Mexico:        |    |                     |     |
|                |    |                     |     |
| GK             | 13 | Guillermo Ochoa     |     |
| RWB            | 22 | Paul Aguilar        | 59' |
| CB             | 2  | Francisco Rodríguez |     |
| CB             | 4  | Rafael Márquez      |     |
| CB             | 15 | Héctor Moreno       |     |
| LWB            | 7  | Miguel Layún        |     |
| DM             | 23 | José Juan Vázquez   | 62' |
| CM             | 6  | Héctor Herrera      | 76' |
| CM             | 18 | Andrés Guardado     |     |
| AM             | 10 | Giovani dos Santos  | 84' |
| CF             | 19 | Oribe Peralta       | 74' |
| Wisselspelers: |    |                     |     |
| FW             | 14 | Javier Hernández    | 74' |
| MF             | 8  | Marco Fabián        | 76' |
| FW             | 9  | Raúl Jiménez        | 84' |
| Coach:         |    |                     |     |
| Miguel Herrera |    |                     |     |

#### Kroatië versus Mexico
Na het gelijkspel tegen Brazilië sprak bondscoach Herrera dat zijn land "klaar is voor alle landen", gezien de wijze waarop het Brazilië op een gelijkspel hield. Kroatië, door zijn zege op Kameroen (0–4) met drie punten nog kandidaat voor een plaats in de achtste finales, was de derde en laatste tegenstander van Mexico in de groepsfase. De Mexicanen zouden aan één punt genoeg hebben voor een plaats in de volgende ronde, terwijl de Kroaten hoe dan ook zouden moeten winnen. De wedstrijd, die gelijktijdig werd gespeeld met het duel tussen Kameroen en Brazilië, eindigde uiteindelijk in een – gemakkelijke – 1–3 overwinning voor de Mexicanen. Ondanks het vele balbezit in met name de beginfase van de wedstrijd wisten de Kroaten vrijwel geen kansen te creëren, op een schot van Ivan Perišić na. Ochoa hoefde zich echter niet in te spannen om het schot te pareren. Een kwartier na rust ging de Oezbeekse scheidsrechter Ravshan Irmatov in de fout door in tien seconden tweemaal de Mexicanen een strafschop ten onrechte te onthouden; de Kroatische aanvoerder Darijo Srna maakte eerst een overtreding in het strafschopgebied, waarna hij ook nog hands maakte. De Mexicanen beklaagden zich bij de arbitrage, maar maakten desalniettemin enkele minuten later de openingstreffer (0–1, kopbal Rafael Márquez). De ban bleek gebroken; tien minuten later verzorgde Hernández de 0–3, zijn eerste interlanddoelpunt sinds een jaar. Perišić maakte het laatste Kroatische doelpunt op het wereldkampioenschap in de 87ste minuut, waarna aanvaller Ante Rebić nog een rode kaart ontving van Irmatov voor een overtreding op Carlos Peña. Door deze overwinning verzekerde Mexico zich van de tweede plaats in groep A, waardoor het zich koppelde aan Nederland voor het duel in de volgende ronde; de Nederlanders hadden met 2–0 Chili verslagen, waardoor het als groepswinnaar eindigde.
|                            |             |         |                                        |                                                                            |
| 23 juni 2014 17:00 (UTC−3) | Kroatië     | 1 – 3   | Mexico                                 | Arena Cidade da Copa, Recife Scheidsrechter: Ravshan Irmatov (Oezbekistan) |
| 23 juni 2014 17:00 (UTC−3) | Perišić 87' | Verslag | 72' Márquez 75' Guardado 82' Hernández | Arena Cidade da Copa, Recife Scheidsrechter: Ravshan Irmatov (Oezbekistan) |

| Kroatië | Mexico |

| Kroatië:       |    |                 |         |
|                |    |                 |         |
| GK             | 1  | Stipe Pletikosa |         |
| RB             | 11 | Darijo Srna     |         |
| CB             | 5  | Vedran Ćorluka  |         |
| CB             | 6  | Dejan Lovren    |         |
| LB             | 2  | Šime Vrsaljko   | 58'     |
| CM             | 7  | Ivan Rakitić    | 9'      |
| CM             | 3  | Danijel Pranjić | 74'     |
| AM             | 10 | Luka Modrić     |         |
| RW             | 4  | Ivan Perišić    |         |
| CF             | 17 | Mario Mandžukić |         |
| LW             | 18 | Ivica Olić      | 69'     |
| Wisselspelers: |    |                 |         |
| MF             | 20 | Mateo Kovačić   | 58'     |
| FW             | 16 | Ante Rebić      | 69' 89' |
| FW             | 9  | Nikica Jelavić  | 74'     |
| Coach:         |    |                 |         |
| Niko Kovač     |    |                 |         |

| Mexico:        |    |                     |     |
|                |    |                     |     |
| GK             | 13 | Guillermo Ochoa     |     |
| RWB            | 22 | Paul Aguilar        |     |
| CB             | 2  | Francisco Rodríguez |     |
| CB             | 4  | Rafael Márquez      | 39' |
| CB             | 15 | Héctor Moreno       |     |
| LWB            | 7  | Miguel Layún        |     |
| DM             | 23 | José Juan Vázquez   | 66' |
| CM             | 6  | Héctor Herrera      |     |
| CM             | 18 | Andrés Guardado     | 84' |
| AM             | 10 | Giovani dos Santos  | 62' |
| CF             | 19 | Oribe Peralta       | 79' |
| Wisselspelers: |    |                     |     |
| FW             | 14 | Javier Hernández    | 62' |
| MF             | 21 | Carlos Peña         | 79' |
| MF             | 8  | Marco Fabián        | 84' |
| Coach:         |    |                     |     |
| Miguel Herrera |    |                     |     |

#### Nederland versus Mexico
Vázquez ontving in het groepsduel tegen Kroatië zijn tweede gele kaart, waardoor hij geschorst is voor de achtste finale tegen Nederland. Carlos Salcido, een van de Mexicanen met een verleden in de Nederlandse Eredivisie, werd door Miguel Herrera als zijn vervanger aangewezen.
|                          |                                     |         |                |                                                                                   |
| 29 juni 2014 13:00 UTC−3 | Nederland                           | 2 – 1   | Mexico         | Castelão, Fortaleza Toeschouwers: 58.817 Scheidsrechter: Pedro Proença (Portugal) |
| 29 juni 2014 13:00 UTC−3 | Sneijder 88' Huntelaar 90+4' (pen.) | Verslag | 48' Dos Santos | Castelão, Fortaleza Toeschouwers: 58.817 Scheidsrechter: Pedro Proença (Portugal) |

| Nederland | Mexico |

| Nederland:     |    |                     |     |
|                |    |                     |     |
| GK             | 1  | Jasper Cillessen    |     |
| RWB            | 12 | Paul Verhaegh       | 56' |
| CB             | 3  | Stefan de Vrij      |     |
| CB             | 2  | Ron Vlaar           |     |
| CB             | 5  | Daley Blind         |     |
| LWB            | 15 | Dirk Kuijt          |     |
| CM             | 20 | Georginio Wijnaldum |     |
| CM             | 6  | Nigel de Jong       | 9'  |
| AM             | 10 | Wesley Sneijder     |     |
| CF             | 11 | Arjen Robben        |     |
| CF             | 9  | Robin van Persie    | 76' |
| Wisselspelers: |    |                     |     |
| DF             | 4  | Bruno Martins Indi  | 9'  |
| FW             | 21 | Memphis Depay       | 56' |
| FW             | 19 | Klaas-Jan Huntelaar | 76' |
| Coach:         |    |                     |     |
| Louis van Gaal |    |                     |     |

| Mexico:        |    |                     |       |
|                |    |                     |       |
| GK             | 13 | Guillermo Ochoa     |       |
| RWB            | 22 | Paul Aguilar        | 69'   |
| CB             | 2  | Francisco Rodríguez |       |
| CB             | 4  | Rafael Márquez      | 90+2' |
| CB             | 15 | Héctor Moreno       | 46'   |
| LWB            | 7  | Miguel Layún        |       |
| DM             | 3  | Carlos Salcido      |       |
| CM             | 6  | Héctor Herrera      |       |
| CM             | 18 | Andrés Guardado     | 90+3' |
| AM             | 10 | Giovani dos Santos  | 61'   |
| CF             | 19 | Oribe Peralta       | 75'   |
| Wisselspelers: |    |                     |       |
| DF             | 5  | Diego Reyes         | 46'   |
| MF             | 20 | Javier Aquino       | 61'   |
| FW             | 14 | Javier Hernández    | 75'   |
| Coach:         |    |                     |       |
| Miguel Herrera |    |                     |       |

In zowel de eerste (na 31 minuten) als tweede helft (na 76 minuten) werd er een drinkpauze ingelast.

FMF · A-internationals · Selecties · Bondscoaches · Statistieken · Mexicaans vrouwenelftal · Olympisch elftal · Mexico U21 · Mexico U20 · Mexico U19 · Mexico U18 · Mexico U17
1920 – 1949 ·
1950 – 1969 ·
1970 – 1979 ·
1980 – 1989 ·
1990 – 1999 ·
2000 – 2009 ·
2010 – 2019 ·
2020 – 2029
Copa América 1993 ·
Copa América 1995 ·
Copa América 1997 ·
Copa América 1999 ·
Copa América 2001 ·
Copa América 2004 ·
Copa América 2007 ·
Copa América 2011 ·
Copa América 2015 · 
Copa América 2016
WK 1930 ·
WK 1950 ·
WK 1954 ·
WK 1958 ·
WK 1962 ·
WK 1966 ·
WK 1970 ·
WK 1978 ·
WK 1986 ·
WK 1994 ·
WK 1998 ·
WK 2002 ·
WK 2006 ·
WK 2010 ·
WK 2014 · 
WK 2018
OS 1928 ·
OS 1948 ·
OS 1964 ·
OS 1968 ·
OS 1972 ·
OS 1976 ·
OS 1992 ·
OS 1996 ·
OS 2004 ·
OS 2012 ·
OS 2016 ·
OS 2020
1923 ·
1924–1927 ·
1928 ·
1929 ·
1930 ·
1931–1933 ·
1934 ·
1935 ·
1936 ·
1937 ·
1938 ·
1939–1946 ·
1947 ·
1948 ·
1949 ·
1950 ·
1951 ·
1952 ·
1953 ·
1954 ·
1955 ·
1956 ·
1957 ·
1958 ·
1959 ·
1960 ·
1961 ·
1962 ·
1963 ·
1964 ·
1965 ·
1966 ·
1967 ·
1968 ·
1969 ·
1970 · 
1971 · 
1972 · 
1973 · 
1974 · 
1975 · 
1976 · 
1977 · 
1978 · 
1979 · 
1980 · 
1981 · 
1982 · 
1983 · 
1984 · 
1985 · 
1986 · 
1987 · 
1988 · 
1989 · 
1990 · 
1991 · 
1992 · 
1993 · 
1994 · 
1995 · 
1996 · 
1997 · 
1998 · 
1999 · 
2000 · 
2001 · 
2002 · 
2003 · 
2004 · 
2005 · 
2006 · 
2007 · 
2008 · 
2009 · 
2010 · 
2011 · 
2012 · 
2013 · 
2014 · 
2015 · 
2016 ·
2017 ·
2018 ·
2019 ·
2020 ·
2021 ·
2022 ·
2023
Albanië ·
Algerije ·
Angola ·
Argentinië ·
Australië ·
België ·
Belize ·
Bermuda ·
Bolivia ·
Bosnië en Herzegovina ·
Brazilië ·
Bulgarije ·
Canada ·
Chili ·
China ·
Colombia ·
Congo-Kinshasa ·
Costa Rica ·
Cuba ·
Curaçao ·
DDR ·
Denemarken ·
Dominica ·
Duitsland ·
Ecuador ·
Egypte ·
El Salvador ·
Engeland ·
Estland ·
Fiji ·
Finland ·
Frankrijk ·
Gambia ·
Ghana ·
Griekenland ·
Guatemala ·
Guyana ·
Haïti ·
Honduras ·
Hongarije ·
Ierland ·
IJsland ·
Irak ·
Iran ·
Israël ·
Italië ·
Ivoorkust ·
Jamaica ·
Japan ·
Joegoslavië ·
Kameroen ·
Kroatië ·
Liberia ·
Luxemburg ·
Marokko ·
Martinique ·
Nederland ·
Nederlandse Antillen ·
Nicaragua ·
Nieuw-Zeeland ·
Nigeria ·
Noord-Ierland ·
Noord-Korea ·
Noorwegen ·
Oekraïne ·
Oezbekistan ·
Panama ·
Paraguay ·
Peru ·
Polen ·
Portugal ·
Qatar ·
Roemenië ·
Rusland ·
Saint Kitts en Nevis ·
Saint Vincent en de Grenadines ·
Saoedi-Arabië ·
Schotland ·
Senegal ·
Servië ·
Slovenië ·
Slowakije ·
Sovjet-Unie ·
Spanje ·
Suriname ·
Trinidad en Tobago ·
Tsjechië ·
Tsjecho-Slowakije ·
Tunesië ·
Uruguay ·
Venezuela ·
Verenigde Staten ·
Wales ·
Wit-Rusland ·
Zuid-Afrika ·
Zuid-Korea ·
Zweden ·
Zwitserland
Angola (2006) ·
Argentinië (2006) ·
Brazilië (1999) ·
Brazilië (2014) ·
Brazilië (2018) ·
Duitsland (2018) ·
Frankrijk (2010) ·
Iran (2006) ·
Kameroen (2014) ·
Kroatië (2014) ·
Nederland (2014) ·
Portugal (2006) ·
Uruguay (2010) ·
Zuid-Afrika (2010) ·
Zuid-Korea (2018) ·
Zweden (2018)